# Bulbophyllum delitescens
Bulbophyllum delitescens är en orkidéart som beskrevs av Henry Fletcher Hance. Bulbophyllum delitescens ingår i släktet Bulbophyllum och familjen orkidéer. Inga underarter finns listade i Catalogue of Life.

## Bildgalleri

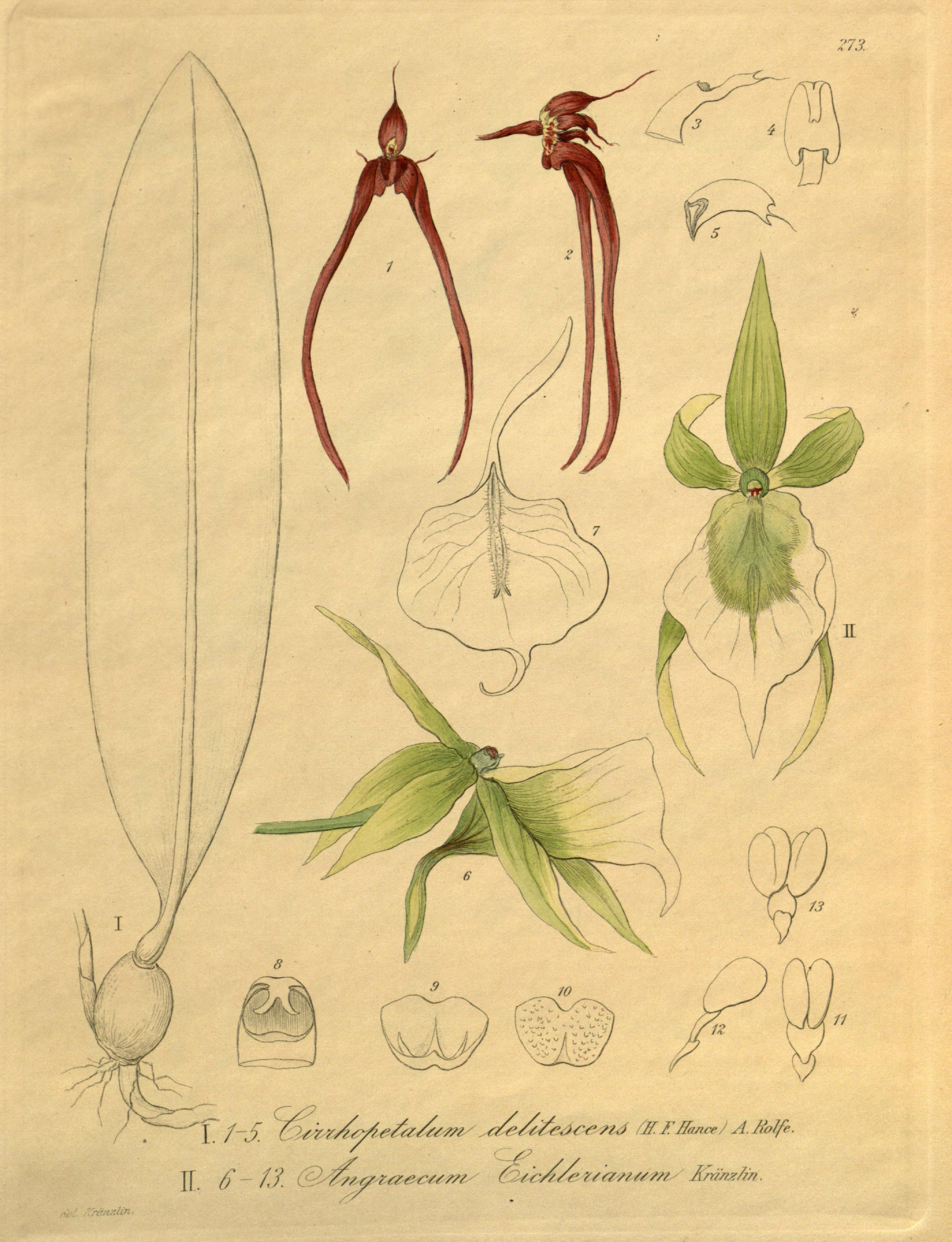